# Il libro delle ombre
Il libro delle ombre, scritto da Paul Doherty con lo pseudonimo di C.L. Grace, è il quarto della serie di romanzi gialli, ambientati nella Canterbury del XV secolo, nei quali le indagini sono svolte dal medico-farmacista Kathryn Swinbrooke. La prima edizione italiana di questo romanzo è uscita nel 1998 come n. 2555 della collana Il Giallo Mondadori.

## Trama
Canterbury estate del 1471. Devoti provenienti da ogni parte del regno e diretti alla grande cattedrale per pregare sulla tomba di Tommaso Becket affollano la città. Il mago Tenebrae, il cui viso sfigurato è coperto da una maschera, attende nella sua oscura stanza illuminata da una sola candela la visita di alcuni importanti pellegrini, giunti da Londra per sapere da lui quale sarà il loro futuro.
Tutti loro saranno ricevuti uno alla volta dal mago per ascoltare le sue parole. Il mago Tenebrae che affermava di conoscere il futuro degli altri non conosce il suo destino e viene ritrovato all'interno della sua stanza chiusa, ucciso da un colpo di balestra, mentre il suo grimoir - il Libro delle Ombre - il libro della conoscenza è scomparso. 
Il compito di far luce su questo delitto impossibile sarà del coroner di Cambridge Colum Murtagh e del medico e speziale Kathryn Swimbrooke.

## Fatti e personaggi storici citati
Re Edoardo IV di York, sua moglie Elisabetta Woodville, la guerra delle due rose, la caduta di Costantinopoli del 1453.

## Edizioni
- C.L. Grace, Il libro delle ombre, traduzione di Barbara Bombi, collana Il Giallo Mondadori n. 2555, Mondadori, 1998,  p. 218.